# سیارک ۱۳۷۷۷
سیارک ۱۳۷۷۷ (به انگلیسی: 13777 Cielobuio، نامگذاری:1998UV6) سیزده هزار و هفتصد و هفتاد و هفتمین سیارک کشف شده‌است که در ۲۰ اکتبر ۱۹۹۸ کشف شد.
قدر مطلق سیارک برابر ۱۴٫۰۰ است.